# Larry Ferguson (Drehbuchautor)
Larry Ferguson (* 1940) ist ein US-amerikanischer Drehbuchautor und Filmregisseur. 
Sein Debüt als Drehbuchautor gab er 1981 mit Mount St. Helens – Der Killervulkan. Fünf Jahre später war er an dem Fantasyfilm Highlander – Es kann nur einen geben als Drehbuchautor beteiligt. Ein Jahr später folgte die Komödie Beverly Hills Cop II. 1988 verfasste er das Drehbuch zum Thriller Presidio, gefolgt von Jagd auf Roter Oktober. Im Jahr 1992 gab er sein Debüt als Regisseur mit dem Filmdrama Made of Steel – Hart wie Stahl. Drei Jahre später inszenierte er mit Das letzte Duell, auch bekannt als Gunfighter's Moon, seinen zweiten und bisher letzten Film. Weitere Filme, an denen er als Drehbuchautor beteiligt war, sind Alien 3 sowie die Neuverfilmung von Rollerball aus dem Jahr 2002.
Für seine Arbeit an Alien 3 war er zusammen mit Walter Hill und David Giler für den Saturn Award nominiert.

## Filmografie (Auswahl)
als Drehbuchautor
- 1981: Mount St. Helens – Der Killervulkan (St. Helens)
- 1985: Highlander – Es kann nur einen geben (Highlander)
- 1987: Beverly Hills Cop II
- 1988: Presidio (The Presidio)
- 1990: Jagd auf Roter Oktober (The Hunt for Red October)
- 1990: Sein größtes Spiel (Talent for the Game)
- 1992: Nails
- 1992: Alien 3 (Alien³)
- 1992: Made of Steel – Hart wie Stahl (Fixing the Shadow)
- 1995: Gunfighter's Moon
- 1996: Maximum Risk
- 2002: Rollerball